# Jerome Bruner
Jerome Seymour Bruner (Nueva York, EE. UU. 1 de octubre de 1915-5 de junio de 2016) fue un psicólogo, profesor y pedagogo estadounidense que hizo importantes contribuciones a la psicología cognitiva y a las teorías del aprendizaje dentro del campo de la psicología educativa. Sus estudios estuvieron enfocados en generar cambios en la enseñanza que permitieran superar los modelos reduccionistas, mecanicistas del aprendizaje memorístico centrado en la figura del docente, y que impedían el desarrollo de las potencialidades intelectuales de los estudiantes. Estos modelos estaban fuertemente ligados a las teorías conductistas, que concebían a los estudiantes como receptores pasivos de conocimiento. En cambio, para el constructivismo de Jerome Bruner los estudiantes son constructores activos de significados.
Bruner nació ciego a causa de profundas cataratas, pero a la edad de dos años se le realizó un procedimiento quirúrgico que le devolvió la visión. Y a lo largo de su vida reconoció que ese hecho guio sus trabajos sobre percepción y pensamiento.

## Reseña biográfica
Nació en el seno de una familia judía acomodada. Su padre tenía cierta posición social y se preocupó por ofrecerle una esmerada educación y previendo además un fondo especial para financiar sus estudios universitarios. Bruner ingresó en la Universidad de Duke a los 16 años y se graduó en 1938.
Prosiguió sus estudios en la Universidad de Harvard donde se doctoró en Psicología en 1941. Durante la Segunda Guerra Mundial se alistó en el ejército, trabajando en el departamento de psicología del cuartel. Al terminar la guerra regresó a Harvard en calidad de profesor e investigador; publicó trabajos interesantes sobre las necesidades de la percepción, llegando a la conclusión de que los valores y las necesidades determinan las percepciones humanas. 
En 1956 publica A Study of thinking, considerado el inicio de una "Revolución cognitiva" o "Revolución en la psicología del pensamiento" según Piaget, esto debido a que la mente humana, considerada una facultad que procesa, manipula y filtra información, reemplaza a la conducta como nuevo objeto de estudio. 
En 1960 funda el Centro de Estudios Cognitivos de la Universidad de Harvard. En ese mismo año escribe El proceso de la Educación, libro que tuvo gran impacto en la formación política de los Estados Unidos e influyó en el pensamiento y orientación de buena parte del profesorado.
En 1963 recibe el premio de la asociación de psicología; formó parte del equipo de investigadores del proyecto MACOS; el cual fue un programa de enseñanza de humanidades con el que buscaba elaborar un plan de estudios sobre las ciencias del comportamiento. 
En 1970 integró el equipo de profesores de la Universidad de Oxford hasta 1977, realizando investigaciones sobre la adquisición del lenguaje en los niños.
En 1974 se hizo acreedor de la Medalla de oro CIBA por investigación original y excepcional, en 1987 obtiene el Premio Balzan por contribuciones al entendimiento de la mente humana. Realizó importantes estudios sobre cómo la pobreza afectaba severamente el proceso de enseñanza-aprendizaje y reducía las oportunidades de superación de aquellos que vivían en los guetos de las grandes ciudades estadounidenses.

## Concepción de "aprendizaje"
En su publicación A Study of thinking, se plasman los resultados de un estudio que llevó a cabo junto con Goodnow y Austin sobre la forma en que la inteligencia humana clasifica su entorno en clases significativas de hechos, mediante el trato de cosas distintas como equivalentes. Esto es conocido como categorización o conceptualización.
El aprendizaje consiste esencialmente en la caracterización de nuevos conceptos (que ocurre para simplificar la interacción con la realidad y facilitar la acción). La categorización está estrechamente relacionada con procesos como la selección de información, generación de proposiciones, simplificación, toma de decisiones y construcción y verificación de hipótesis. El aprendiz interacciona con la realidad organizando las entradas según sus propias categorías, posiblemente creando nuevas, o modificando las preexistentes. Las categorías determinan distintos conceptos. Es por todo esto que el aprendizaje es un proceso activo, de asociación y construcción.
Otra consecuencia es que la estructura cognitiva previa del aprendiz (sus modelos mentales y esquemas) es un factor esencial en el aprendizaje. Esta da significación y organización a sus experiencias y le permite ir más allá de la información dada, ya que para integrarla a su estructura debe contextualizar y profundizarla.
Para formar una categoría se pueden seguir estas reglas:
a) definir los atributos esenciales de sus miembros, incluyendo sus componentes esenciales;
b) describir cómo deben estar integradas sus componentes esenciales;
c) definir los límites de tolerancia de los distintos atributos para que un miembro pertenezca a la categoría.
Bruner distingue dos procesos relacionados con la categorización:
Concept Formation (aprender los distintos conceptos), y
Concept Attainment (identificar las propiedades que determinan una categoría).
Bruner sostiene que en personas de 0 a 14 años se da más a menudo el proceso de Concept formation que el Concept attainment, mientras que el Concept attainment es más frecuente que el Concept formation a partir de los 15 años.

## Modelos de representación
Bruner ha distinguido tres modos básicos mediante los cuales el ser humano representa sus modelos mentales y la realidad. Estos son los modos actuante ("enactivo"), icónico y simbólico:
1. Representación actuante ("enactivo"): consiste en representar cosas mediante la reacción inmediata de la persona. Este tipo de representación ocurre marcadamente en los primeros años de la persona, Bruner la ha relacionado con la fase senso-motriz de Piaget en la cual se fusionan la acción con la experiencia externa.
2. Representación icónica: consiste en representar cosas mediante una imagen o esquema espacial independiente de la acción. Sin embargo tal representación sigue teniendo algún parecido con la cosa representada. La elección de la imagen no es arbitraria.
3. Representación simbólica: Consiste en representar una cosa mediante un símbolo arbitrario que en su forma no guarda relación con la cosa representada. Por ejemplo, el número tres se representaría icónicamente por, digamos, tres bolitas, mientras que simbólicamente basta con un 3. La representación simbólica, mediante el lenguaje, puede usarse para describir estados, imágenes y cosas, lo mismo que sus relaciones mutuas. También se puede usar para prescribir acciones.

Los tres modos de representación son reflejo de desarrollo cognitivo, pero actúan en paralelo. Es decir, una vez un modo se adquiere, uno o dos de los otros pueden seguirse utilizando en estos tiempos.
Aspectos de Bruner
Bruner sostiene que toda teoría de instrucción debe tener en cuenta los siguientes cuatro aspectos:
1. La predisposición hacia el aprendizaje.
2. El modo en que un conjunto de conocimientos puede estructurarse de modo que sea interiorizado lo mejor posible por el estudiante.
3. Las secuencias más efectivas para presentar un material.
4. La naturaleza de los premios y castigos.

Implicaciones educativas
Las siguientes son las implicaciones de la teoría de Bruner en la educación, y más específicamente en la pedagogía:
- Aprendizaje por descubrimiento: el instructor debe motivar a los estudiantes a que ellos mismos descubran relaciones entre conceptos y construyan proposiciones.

Bruner : "la enseñanza por descubrimiento generalmente implica no tanto el proceso de conducir a los estudiantes a descubrir "lo que hay ahí fuera" si no a descubrir lo que tienen en sus propias cabezas" (Bruner, 1973).
- Diálogo activo: el instructor y el estudiante deben involucrarse en un diálogo activo (p. ej., aprendizaje socrático).

- Formato adecuado de la información: el instructor debe encargarse de que la información con la que el estudiante interacciona esté en un formato apropiado para su estructura cognitiva.

- Currículo espiral: el currículo debe organizarse de forma espiral, es decir, trabajando periódicamente los mismos contenidos, cada vez con mayor profundidad. Esto para que el estudiante continuamente modifique las representaciones mentales que ha venido construyendo.

- Extrapolación y llenado de vacíos: La instrucción debe diseñarse para hacer énfasis en las habilidades de extrapolación y llenado de vacíos en los temas por parte del estudiante.

- Primero la estructura: enseñarle a los estudiantes primero la estructura o patrones de lo que están aprendiendo, y después concentrarse en los hechos y figura.

## Obra

### Algunas en castellano
- Hacia una teoría de la instrucción (1972)

- Acción, pensamiento y lenguaje (1984)

- El habla del niño (1986)

- La importancia de la educación (1987)

- Desarrollo cognitivo y educación (Ediciones Morata, 1988)

- Actos de significado (1991)

- La educación, puerta de la cultura (1997)

- La fábrica de historias. Derecho, literatura, vida (2003 al castellano)

### Libros
- A Study of Thinking. 1956.
- The Process of Education. 1960. ISBN 978-0-674-71001-6.
- Studies in Cognitive Growth. 1966.
- Toward a Theory of Instruction. 1966. ISBN 978-0-674-89701-4.
- Processes of Cognitive Growth: Infancy. 1968.
- Beyond the Information Given: Studies in the Psychology of Knowing. W. W. Norton & Company. 1973. ISBN 978-0-393-09363-6.
- On Knowing: Essays for the Left Hand. 1979. ISBN 978-0-674-63525-8.
- Child's Talk: Learning to Use Language. 1983.

- Actual Minds, Possible Worlds. 1985. ISBN 978-0-674-00366-8.
- «Foreword». The Mind of a Mnemonist: A Little Book about a Vast Memory. 1987. ISBN 978-0-674-57622-3.
- Acts of Meaning. 1990. ISBN 978-0-674-00361-3.
- The Culture of Education. 1996. ISBN 978-0-674-17953-0.
- Minding the Law. 2000. ISBN 978-0-674-00816-8.
- Making Stories: Law, Literature, Life. 2003. ISBN 978-0-674-01099-4.

### Artículos
- Bruner, J. S. & Goodman, C. C. (1947). "Value and need as organizing factors in perception". Journal of Abnormal and Social Psychology, 42, 33-44.

- Bruner, J. S. & Postman, L. (1947). tension-release as organizing factors in perception". Journal of Personality, 15, 300-308.

- Bruner, J. S. & Postman, L. (1949). "On the perception of incongruity: A paradigm. Journal of Personality, 18, 206-223.

- Bruner, J. S. (1975). "The ontogenesis of speech acts". Journal of Child Language, 2, 1-19. (The most cited article in the Journal of Child Language)

- Scaife, M., Bruner, J. S. (1975). "Capacity for joint visual attention in the infant". Nature, 253, 265-266.

- Bruner, J. S. (1975/76). "From communication to language: A psychological perspective". Cognition, 3, 255-287.

- Bruner, J. S. (1976). "Prelinguistic prerequisites of speech". In R. Campbell and P. Smith (Eds.), Recent Advances in the Psychology of Language, 4a, 199-214. New York: Plenum Press.

- Bruner, J. S., and Sherwood, V. (1976). "Early rule structure: The case of peekaboo". In J. S. Bruner, A. Jolly, and K. Sylva (Eds.), Play: Its Role in Evolution and Development. London: Penguin Books.

- Wood, D., Bruner, J., & Ross, G. (1976). "The role of tutoring in problem solving". Journal of Child Psychology and Psychiatry and Allied Disciplines, 17, 89-100.

- Bruner, J. S. (1977). "Early social interaction and language acquisition". In H. R. Schaffer (ed.) Studies in Mother-infant Interaction (pp. 271–289). London: Academic Press.

- Bruner, J. S., Caudill, E. and Ninio, A. (1977). "Language and experience". In R. S. Peters (ed.) John Dewey Reconsidered. Routledge & Kegan Paul.

- Ninio, A.; Bruner, J. S. (1978). "The achievement and antecedents of labelling". Journal of Child Language, 5, 1-15. Reprinted in M. B. Franklin and S. S. Barten (eds.), “Child Language: A Reader” (pp. 36–49). New York: Oxford University Press (1988).

- Ratner, N. and Bruner, J. S. (1978). "Games, social exchange and the acquisition of language". Journal of Child Language, 5, 391-401.

- Bruner, J. S. (1978). "On prelinguistic prerequisites of speech". In R. N. Campbell and P. T. Smith, (eds.) Recent Advances in the Psychology of Language (v. 4 p. 194–214). New York: Plenum Press.

- Bruner, J. S. (1978). "Learning how to do things with words". In J. S. Bruner and R. A. Garton, (eds.) Human Growth and Development (p. 62–84) Oxford: Clarendon Press.

- Bruner, J. S. (1978). "The role of dialogue in language acquisition". In A. Sinclair, R. J. Jarvella, and W. J. M. Levelt (Eds.), The Child’s Conception of Language (pp. 241–256). New York: Springer-Verlag.

- Bruner, J. S., Roy, C., Ratner, N. (1982). "The beginnings of request". In K. E. Nelson, (ed.) Children's Language (Vol. 3. pp. 91–138). Hillsdale, NJ: Lawrence Erlbaum.

- Bruner, J. S. (1983). "The acquisition of pragmatic commitments". In R. Golinkoff, (ed.) The Transition from Prelinguistic to Linguistic Communication (p. 27 42). Hillsdale, NJ: Lawrence Erlbaum Associates.

- Bruner, J. (1995). "From joint attention to the meeting of minds". In C. Moore & P. Dunham (eds.) Joint Attention: Its Origins And Role In Development. Hillsdale, N.J. Erlbaum.

- "The Narrative Construction of Reality" (1991). Critical Inquiry, 18:1, 1-21.

- "The Autobiographical Process" (1995). Current Sociology. 43.2, 161-177.

- Shore, Bradd (marzo de 1997). «Keeping the Conversation Going: An Interview with Jerome Bruner». Ethos (Wiley) 25 (1): 7-62. JSTOR 640457.

- Mattingly, C; Lutkehaus, N. C.; Throop, C. J. (2008). «Bruner's Search for Meaning: A Conversation between Psychology and Anthropology». Ethos 36 (1): 1-28. PMC 2919784. PMID 20706551. doi:10.1111/j.1548-1352.2008.00001.x.
- Aparicio, D. (2016, 10 junio). Jerome Bruner, uno de los psicólogos más importantes de nuestra era, muere a la edad de 100 años. Psyciencia. Recuperado 5 de septiembre de 2022, de https://www.psyciencia.com/jerome-s-bruner-uno-los-psicologos-mas-importantes-nuestra-muere-los-100-anos/